# Charles Wilkes
Charles Wilkes (New York, 3 aprile 1798 – Washington, 8 febbraio 1877) è stato un esploratore statunitense.

## Biografia
Ufficiale navale della marina statunitense, distintosi in varie occasioni, nel 1838 gli venne affidato il comando della United States Exploring Expedition, una spedizione esplorativa nei mari antartici.
Partito con sei navi in agosto da Hampton Roads, raggiunse per primo la Terra del Fuoco, proseguì verso Sud fino a costeggiare dal lato Est la Penisola Antartica fino alla latitudine di 70° Sud. Sfuggito per poco all'intrappolamento nei ghiacci, invertendo la rotta si inoltrò nell'Oceano Pacifico giungendo fino agli arcipelaghi delle Tuamotu e delle Samoa.
Si diresse verso l'Australia e arrivò a Sydney, da dove ripartì solo nel dicembre del 1839, puntando di nuovo a Sud. Raggiunta l'Antartide, ne costeggiò la parte orientale, che da lui prese il nome. Risalì quindi verso NordEst esplorando gli arcipelaghi delle Figi e delle Hawaii e approdò sulla costa occidentale degli USA, su cui fece pure molte rilevazioni.
Attraversò poi l'Oceano Pacifico e quello Indiano, doppiato il Capo di Buona Speranza, giunse sulla costa atlantica degli Stati Uniti, compiendo una circumnavigazione del globo.
I rilievi costieri ebbero anche il pregio di dare per la prima volta la sensazione della continentalità dell'Antartide, poi dimostrata in seguito.